# Gladoor
Gladoren is de bijnaam van (onder meer) de Wormerveerders.
De bijnaam gladoren zou afstammen van de oliemolens in Wormerveer. Door het harde geluid dat de hei van de oliemolen produceert, waren oliemolenaars over het algemeen stokdoof. Daarom hielden zij hun, van de olie vette, hand achter hun oren om anderen beter te kunnen verstaan. Door het vet dat achterbleef, werden de oren glad.
Naast Wormerveerders werden, naar men zegt, ook Kwadijkers en Twiskenaren in dat gebied van Noord-Holland wel gladoren genoemd.